# Pseudostellaria sylvatica
Pseudostellaria sylvatica är en nejlikväxtart som först beskrevs av Carl Maximowicz, och fick sitt nu gällande namn av Ferdinand Albin Pax. Pseudostellaria sylvatica ingår i släktet Pseudostellaria och familjen nejlikväxter. Inga underarter finns listade i Catalogue of Life.